# Spantenwagen
Il termine Spantenwagen definiva una categoria di rotabili per viaggiatori delle Ferrovie Federali Austriache che dopo la seconda guerra mondiale erano stati ricavati dalla conversione di vecchi rotabili con sovrastruttura in legno. 

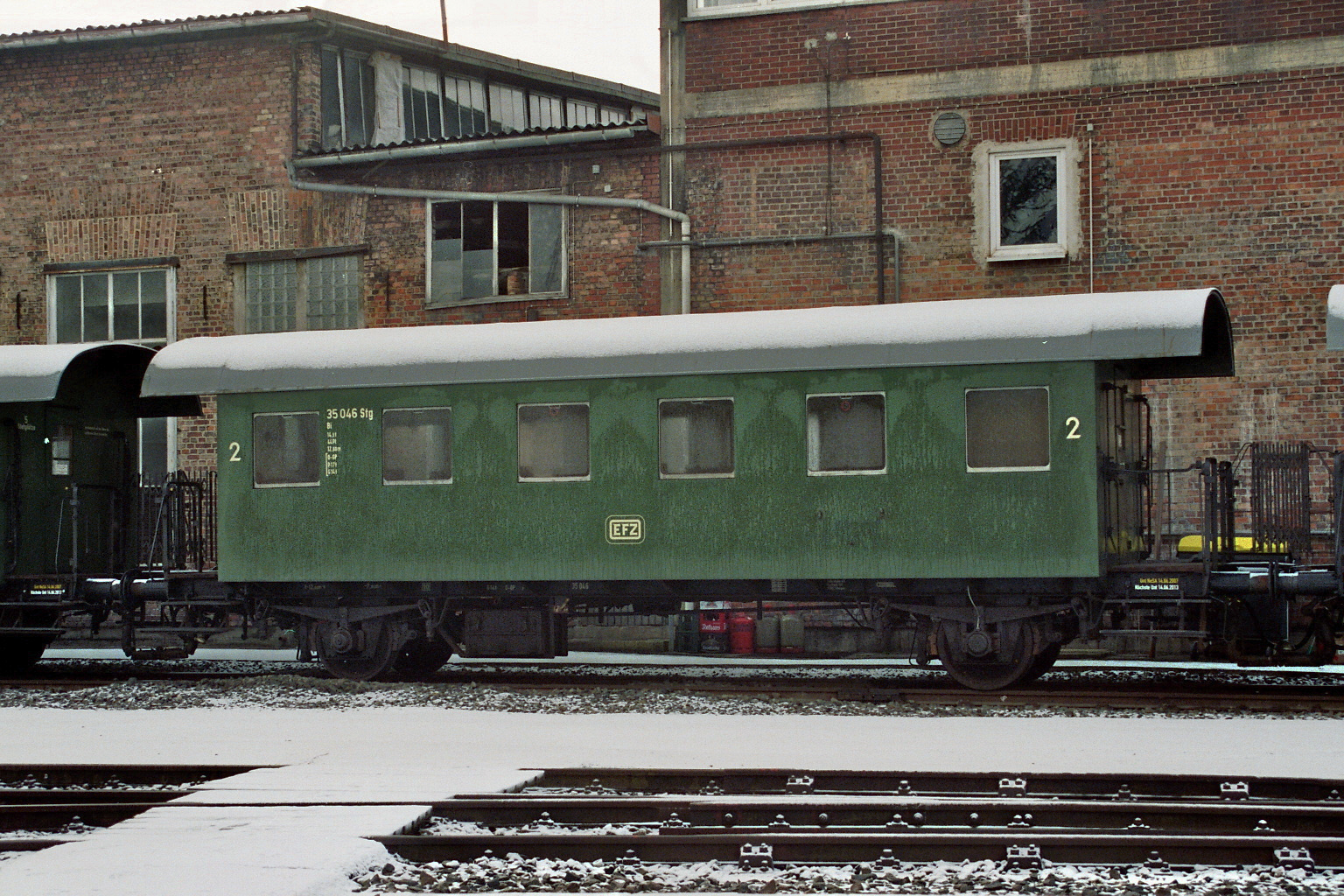
Una carrozza spantenwagen a due assi e terrazzini

Tale programma fu conseguente alla difficile situazione economica del dopoguerra quando alle esigenze di ricostruzione delle ferrovie e delle infrastrutture emerse la necessità del rinnovamento del parco obsoleto e fatiscente. 
Si procedette quindi alla costruzione di carrozzerie metalliche inserendole nel vecchio carro di acciaio con una struttura di profilati saldati come rinforzi.
In seguito alle riconversioni nel 1950 fu disponibile un gran numero di tipi di vetture a due assi e a carrelli sia a scartamento normale che a scartamento ridotto. Le vetture a scartamento normale a due assi con piattaforme aperte vennero messe fuori servizio negli anni ottanta, quelle a carrelli circolarono fino agli anni novanta. Alcune a scartamento ridotto permangono in servizio su alcune ferrovie turistiche. 